# Daniel Kozakiewicz
Daniel Dyzma Kozakiewicz (ur. 2 czerwca 1970 w Warszawie) – polski aktor filmowy, artysta fotografik, dziennikarz, podróżnik.

## Życiorys
Absolwent II Liceum Ogólnokształcącego im. Stefana Batorego w Warszawie (matura 1990). Ukończył studia na Wydziale Dziennikarstwa i Nauk Politycznych Uniwersytetu Warszawskiego. Wystąpił m.in. jako Darek Tarkowski (rola główna) w serialu Siedem życzeń oraz w serialu Zmiennicy (1986) jako brat Kasi Pióreckiej (Ewa Błaszczyk). W 2000 wyreżyserował komedię surrealistyczną Sen o kanapce z żółtym serem według własnego scenariusza. Wyemigrował do Peru, gdzie w Limie zajmował się fotografią artystyczną. Po jedenastu latach spędzonych za granicą, w 2011 r. wrócił do Polski. Prowadzi szkołę improwizacji teatralnej „Teraz Impro Start”.
Jest synem socjologa i polityka Mikołaja Kozakiewicza. Był żonaty z Peruwianką, z którą ma córkę Amayę Aleksandrę (ur. 2002 r.).

## Filmografia
- 1983: Dzień kolibra – Witek
- 1984: Siedem życzeń – Darek Tarkowski
- 1984: 1944
- 1986: Zmiennicy – Romek, brat Kasi
- 1986: Blisko, coraz bliżej – Zbyszek Pasternik (odc. 13 i 14)
- 1988: Rodzina Kanderów – Władek Bareczko (odc. 8)
- 1988: Pożegnanie cesarzy
- 1988: Dekalog X – handlarz pod sklepem filatelistycznym na Świętokrzyskiej
- 2000: Sen o kanapce z żółtym serem